# Gandhi Gimnázium
A Gandhi Gimnázium, Kollégium és Alapfokú Művészeti Iskola Magyarország és egyben Európa első cigány nemzetiségi, érettségit adó oktatási intézménye, melyet a Gandhi Alapítvány 1994-ben alapított Pécsen. Nevét Mahátma Gandhi indiai politikusról kapta.
Célja, hogy nyitott szellemű, tudományok iránt fogékony, népéhez és anyanyelvéhez kötődő cigány fiatalokat képezzen, továbbá hogy Magyarországon az összes cigány gyerek olyan minőségű képzésben részesüljön, mint nem cigány társaik, valamint a magyarországi nemzetiségekhez hasonlóan egy részük nemzetiségi intézményekben tanulhasson.

## Oktatási tevékenység
Az iskolában a képzés két tagozaton folyik: nappali és felnőttoktatási tagozaton. Az oktatás szervezeti kerete 4 illetve 5 évfolyamos, nyelvoktató típusú nemzetiségi gimnáziumi képzés.
A diákok megismerkedhetnek mindkét, a magyarországi cigányok által beszélt nyelvvel: beás és lovári nyelvvel. Fontos, hogy lássák a nemzetiségi nyelvek szépségeit és legyen identitásuk szerves része a közvetített cigány kultúra elemeivel együtt. A diákok a cigány népismeret tantárgy tanulása során megismerkednek a cigány hagyományokkal, kultúrával, tanulnak a cigányok néptörténetéről, az indiai Őshazáról, a vándorlásukról Európa-szerte, néprajzukról, nyelvészetükről, nép- és műköltészetükről, művészetükről stb.
Hagyományőrző együttesük meghívott előadóként a Dél-Dunántúl számos településén lépett fel.
A jelentkező diákok művészeti oktatás keretében színjátszás, tánc, festészet valamint hangszeres zenei képzésben részesülhetnek.

### Osztálytípusok
- Az Arany János Kollégiumi Program 5 évfolyamos gimnáziumi képzése (nappali tagozat)
- 5 évfolyamos oktatási szakasszisztens – technikumi képzés (nappali tagozat)
- 4 évfolyamos, érettségit adó gimnáziumi képzés belügyi rendészeti vagy honvédelmi orientációval (nappali tagozat)
- 4 évfolyamos, érettségit adó általános gimnáziumi képzés (nappali tagozat)
- 4 évfolyamos, érettségit adó általános gimnáziumi képzés művészeti orientációval (nappali tagozat)
- Felnőttoktatási tagozaton, érettségit adó gimnáziumi képzés (esti vagy levelező tagozaton végezhető)

Az Arany János Kollégiumi Program képzésnek az első évében a tanulók képességeinek felmérésére valamint fejlesztésére helyezik a hangsúlyt.
Egyes képzéseken ösztöndíj szerzésére is lehetőség van:
- Az Arany János Kollégiumi Program 5 évfolyamos gimnáziumi képzésén az előkészítő évfolyamon egységesen 15 000 Ft/hónap. A felsőbb évfolyamokon az ösztöndíj összege a tanulmányi átlagtól függ, az alábbiak szerint:
  - 3,00-3,50 között 20 000 Ft/hónap
  - 3,51-4,00 között 30 000 Ft/hónap
  - 4,01 tanulmányi átlageredménytől 40 000 Ft/hónap
- Az 5 évfolyamos oktatási szakasszisztens – technikumi képzés tanulmányi átlagtól függően 8 000-59 000 Ft/hónap
- A 4 évfolyamos, érettségit adó belügyi rendészeti vagy honvédelmi orientációs gimnáziumi képzésen az alábbiak szerint:
  - 3,50-3,99 átlag között 14 000 Ft/hó
  - 4,00-4,49 átlag között 26 000 Ft/hó
  - 4,50 átlagtól 40 000 Ft/hó[2]

A nappali képzésekre jelentkezhetnek az általános iskola 8. évfolyamát sikeresen befejező tanulók. A művészeti orientációs gimnáziumi képzésre a jelentkezés további feltétele, hogy a tanuló 8. osztályos félévi tanulmányi átlaga legalább 3,5 legyen. A jelentkezésnek nem feltétele a cigány származás, a hátrányos helyzetre való jogosultság pedig egyedül az Arany János Kollégiumi Programba való felvételnél fontos szempont.

## Kiegészítő intézmények
Jelenleg az intézmény használatában van egy 340 férőhelyes kollégium van, amely kiegészül egy könyvtárral, egy olvasóteremmel, számítógépekkel, 10 tanteremmel, 6 csoportszobával, egy kézműves teremmel, 3 közösségi helyiséggel és egy korszerű sportcsarnokkal. A jól felszerelt, kényelmes igényesen kialakított 3-4 ágyas kollégiumi szobákba főként a dél-dunántúli régióból, de azon túlról is érkeznek gyerekek, hiszen a gimnáziumba az ország bármely részéről jöhetnek tanulni.
A sportcsarnokban az órarendi testnevelésen kívül szervezett testedzésre, valamint iskolai rendezvények megtartására is van lehetőség. Az iskola diákjai szabadidejükben bekapcsolódnak Pécs város pezsgő kulturális életébe is.

## A tanulók eredményei
Az iskola tanulóinak többsége – bár messze nem mindegyike – szociális hátrányokkal érkezik. Az iskola részéről törekednek, hogy ez ne akadályozhassa őket tanulmányaik elvégzésében. Folyamatosan figyelnek a gyerekek körülményeinek alakulását és anyagi lehetőségekhez mérten segítséget nyújtanak a szülőknek a Gandhi Gimnáziumba járó gyerekeik iskoláztatásában.
2000-ben érettségizett az első osztály és a tanulók csaknem fele a felsőoktatásban folytatta tanulmányait. A diákok továbbtanulási érdeklődése szerteágazó, de főként az egészségügy, a belügyi rendészet, a szociális munka, romológia felé orientálódik. A diákok nagy része tanulmányaik végén a tanult két nemzetiségi és két idegen nyelv valamelyikéből felsőfokú nyelvvizsgát tett. A nappali tagozaton 2000 óta a 2010/2011-es tanév végéig összesen 357 tanuló érettségizett le, a felnőttoktatási tagozaton pedig 273 érettségi bizonyítványt állítottak ki a vizsga követelményeit sikeresen teljesítőknek.

## Az iskola híres tanárai
- Bogdán János – magyar-történelem szakos tanár, a Gandhi Gimnázium első igazgatója
- Farkas Franciska – színész, drámapedagógus[4]

## Az iskola híres egykori diákjai
- Farkas Franciska – színész, drámapedagógus[4]
- Király Márk – színész, rendező[5]
- Orsós Róbert – riporter[6][7]

## Galéria

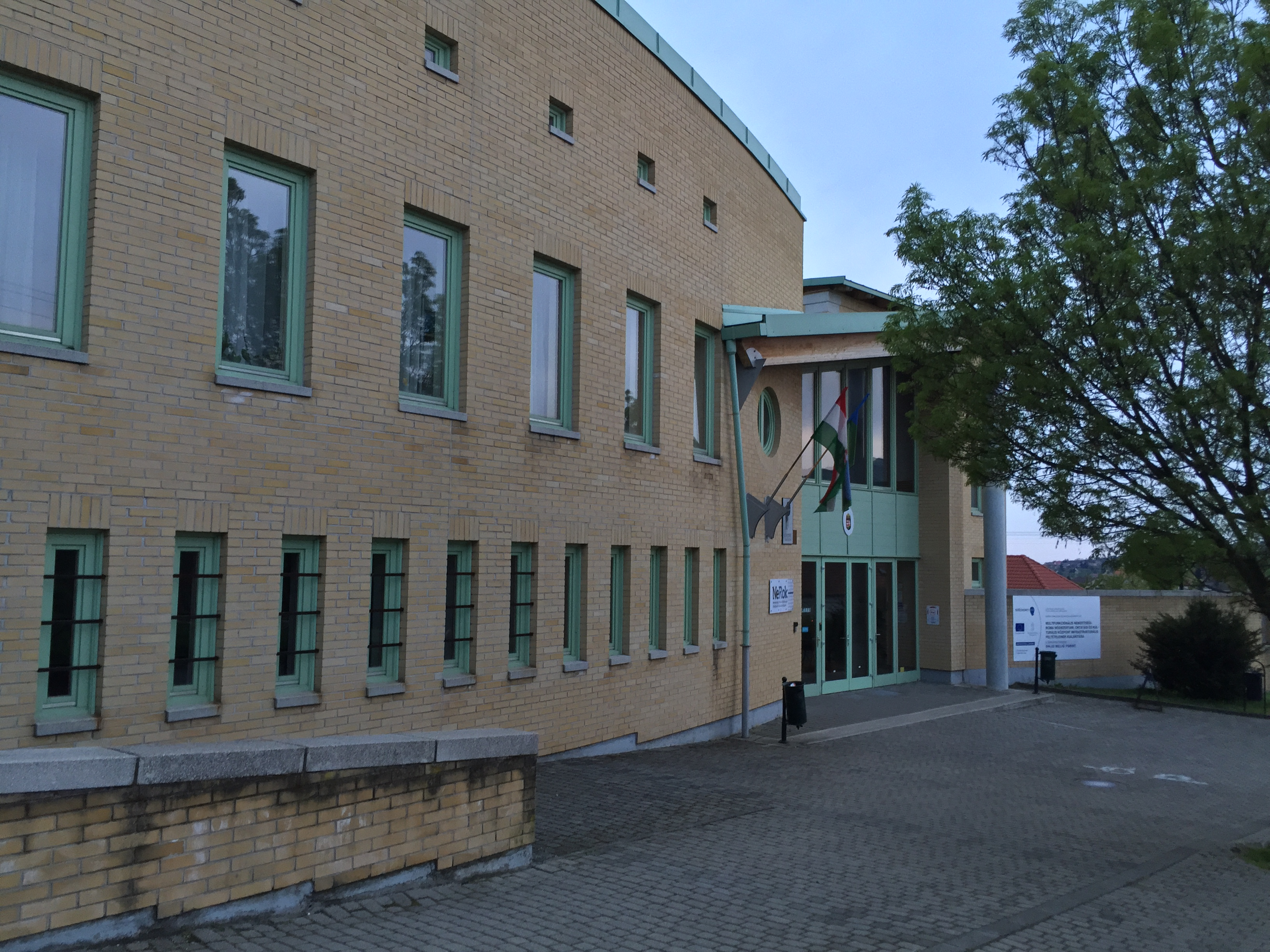
A Gandhi Gimnázium főépülete
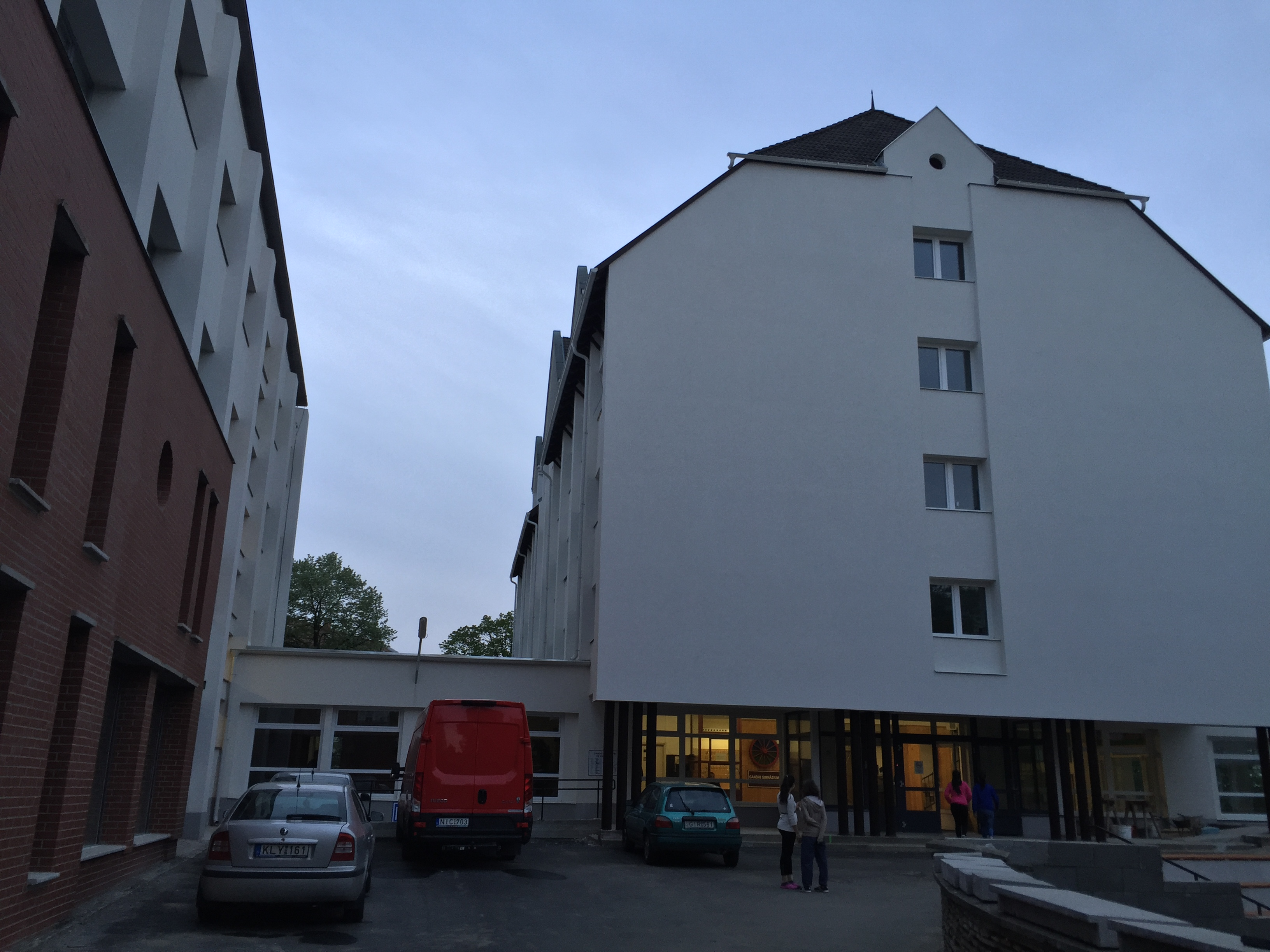
A Gandhi Gimnázium főépülete
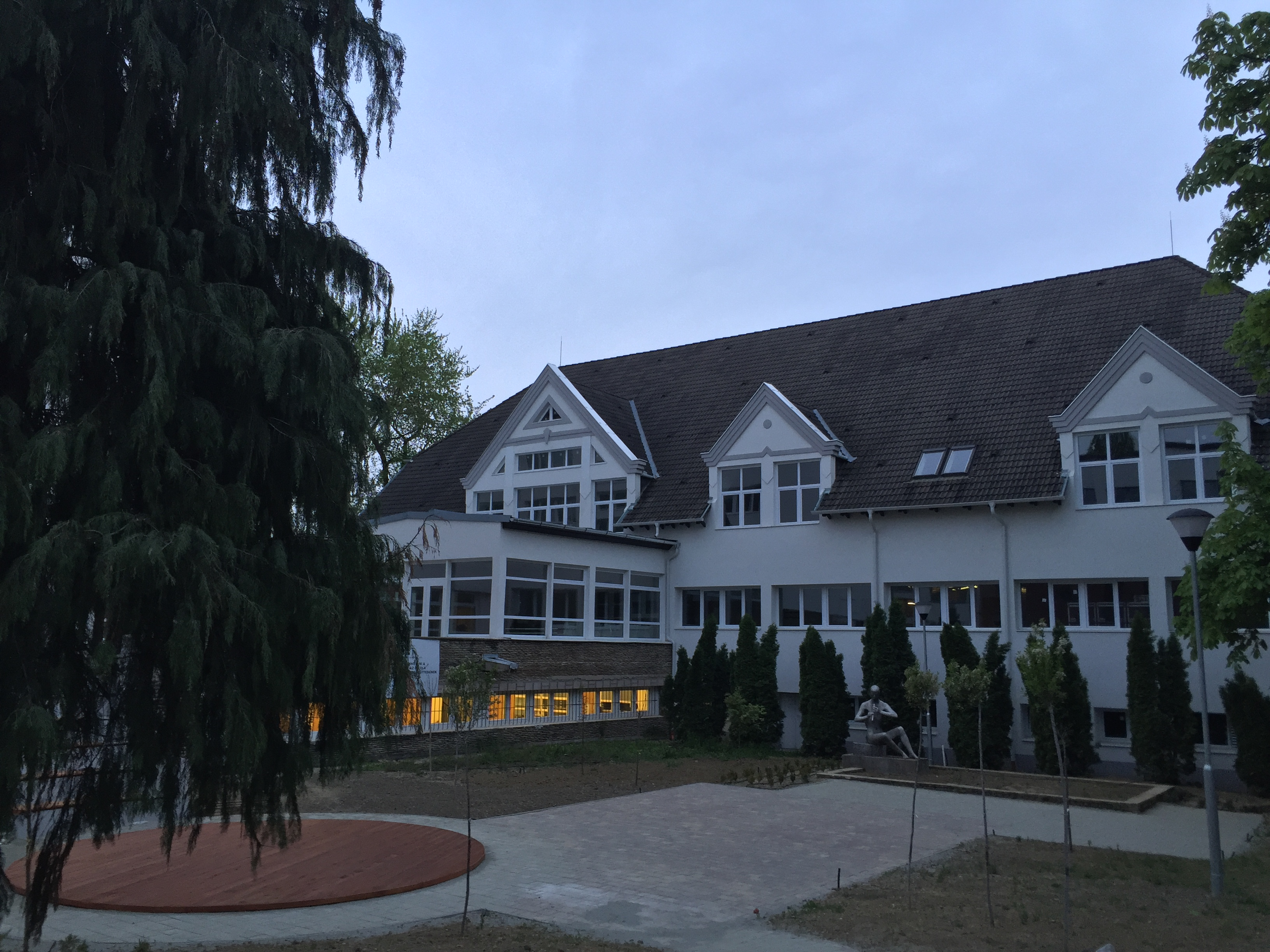
A Gandhi Gimnázium főépülete
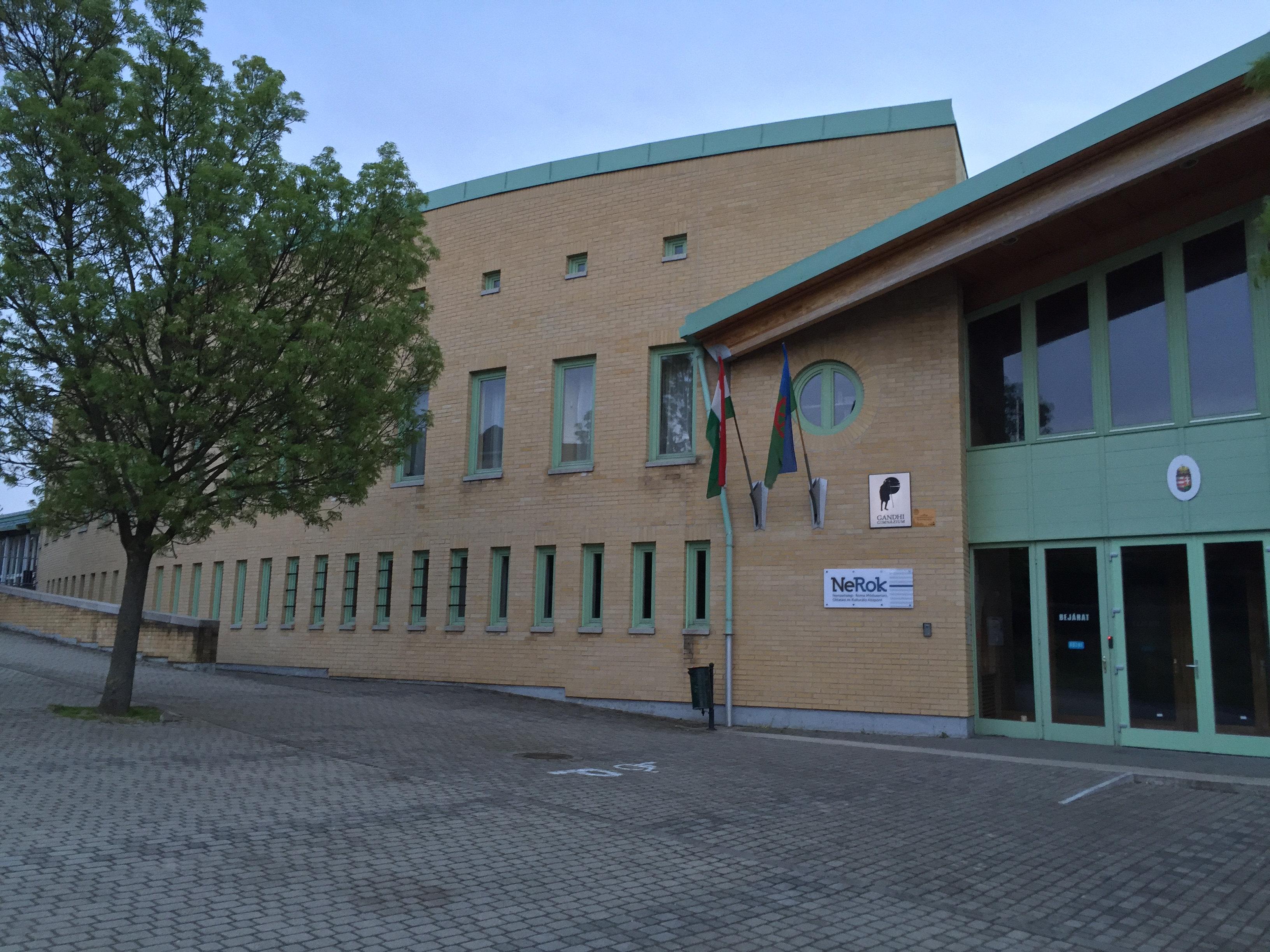
A Gandhi Gimnázium főépülete
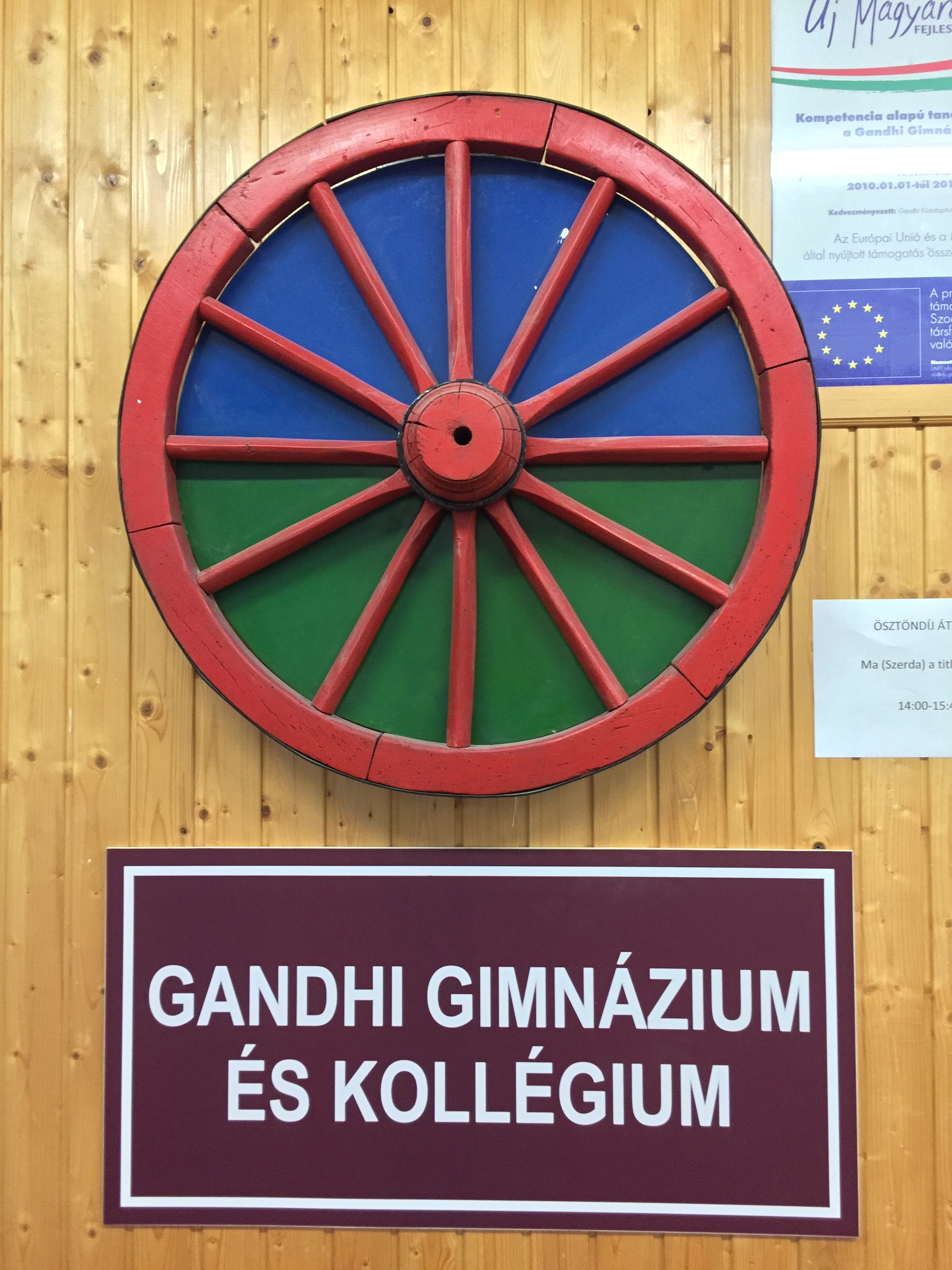
Az iskola táblája

## Külső hivatkozások
- A Gandhi Gimnázium honlapja
- A Mainzi Egyetem anyaga az iskoláról
- Az intézmény működésével kapcsolatos vélemények